# Пожежа
Пожежа (укр. Пожежа, в переводе — пожар) — село в Бучачской городской общине Чортковского района Тернопольской области Украини.
До 2020 года входило в Бучачский район.
Код КОАТУУ — 6121288406. Население по переписи 2001 года составляло 39 человек.

## Географическое положение
Село Пожежа находится на расстоянии в 2,5 км от села Буряковка.

## История
- Село известно с XIX века.

## Объекты социальной сферы
- Фельдшерско-акушерский пункт.